# 北海大洪水

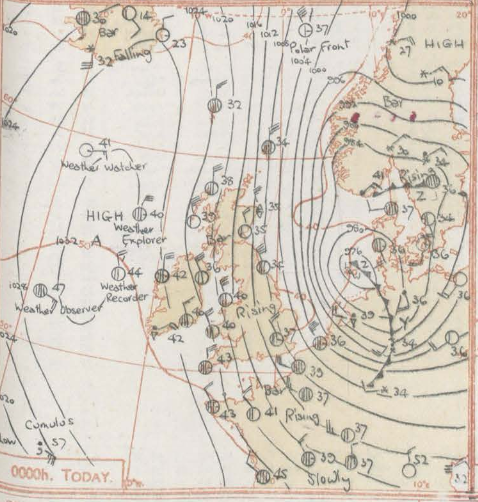
1953年2月1日の天気図

北海大洪水(ほっかいだいこうずい、North Sea flood of 1953)とは、1953年1月31日から2月1日にかけて北海沿岸で発生した高潮災害である。日本語における定訳はなく、北海大洪水のほか北海沿岸大洪水、1953年の北海洪水、北海高潮災害などの語が宛てられる。
強力に発達した強いアイスランド低気圧（いわゆる『冬の嵐』）と大潮の日が重なったことで、北海沿岸で高潮と暴風波浪による被害が発生。オランダで1800名以上、イギリスで300名以上、その他北海沿岸諸国と海上での遭難を合わせ2500人以上が死亡する大災害となった。
たびたび高潮・洪水に襲われているオランダでもこの洪水の影響は大きく、定冠詞をつけた「de Watersnoodramp」＝『洪水』の一言でこの高潮災害のことを表すほどである。

## 概要

### オランダ
オランダはその国名の通り低地にあり、高潮や洪水に繰り返し襲われる地勢である。そのため災害に対処する体制は整っていた。運輸水利管理省傘下の水利管理局・気象研究所は低気圧の接近に伴い、強風警報及び高潮警報を出していた。
しかしこの情報は国民に周知されなかった（当時の広報はラジオ頼りだったが、この警報を取り上げた局はなかった）。また地方の気象観測所も夜間には運用されておらず、観測に基づく警報も出せなかった。
1953年1月31日の夜、低気圧はさらに発達して北海上を進み、2月1日早朝にかけて各所で破堤・越流を生じ、高潮が陸地へと押し寄せた。被害が甚大だったのはゼーラント州のライン川・マース川・スヘルデ川の河口三角州地帯だった。とくにスハウウェン=ドイフェラント島ではほぼ全土が冠水した。隣接するフレー＝オーフェルフラーケーもまた大きな被害を受けていた。
被害を受けた場所と人があまりにも多く、その被害を伝える手段（電話や無線機など）さえ失われていたため、最初はその情報すら周辺地域には届かなかった。被災地から避難してきた人々やわずかに残ったアマチュア無線家の無線によって伝えられているだけだった。その上2月1日は日曜日であり、当局や公的機関との連絡もままならなかった。
死者1836名、被災者は7万人以上（10万人以上とするものも）、家畜が最低でも3万頭以上、被害を受けた建物約4万7千棟、うち1万棟は全壊。冠水面積は1365平方kmに及び、被害を受けた農地は当時のオランダの総農地面積の9%に達した。堤防の損壊個所は50か所を越え、この修復には半年以上がかかった。
ゾイデル海開発やアフシュライトダイクに代表されるように、オランダでは堤防・防潮堤が整備されていたが、この時期のオランダは第二次世界大戦で負った損害から回復しきったとは言えない時代であり、堤防の維持管理にも手が回りきっていなかったとされる。

### イギリス
この高潮はイギリスでも史上最悪の被害をもたらした災害の一つとなった。北海沿岸の各所で防波堤が破壊され、1000平方km以上が浸水した。307名が死亡、3万人以上が避難を余儀なくされ、2万4千棟の建物が損壊した。
リンカーンシャーでは海岸から2マイル近く内陸まで海水が侵入したところもあった。最も大きな被害を出したのはテムズ川の河口部で、ロンドンの外港でもあるフェリクストウやカンヴェイアイランドなどの一帯だった。ロンドン自体もドックランズ付近を中心に広い範囲で浸水した。
そのほか南部のドーバー海峡に面するダンジネスなどの地域でも複数の浸水被害が生じている。またスコットランドでも19人が死亡した。
前述の死亡者数は陸上での死者であり、これに加えてブリテン島周辺海域で遭難・沈没した多数の船舶でも推計224名の死者が出ている。
中でもノース海峡ではイギリス国鉄所属の鉄道連絡船プリンセス・ヴィクトリア号が波浪によって沈没、乗客乗員のうち133名が死亡する惨事となった。死者の中には当時北アイルランドの副首相だったメイナード・シンクレアも含まれていた。このプリンセス・ヴィクトリアの沈没はイギリスにとって戦後最悪の海難事故であった。

### ベルギー
ベルギーでも、オランダのゼーラント州に隣接する西フランデレン州のオーステンデとクノック、スヘルデ川に接する首都アントウェルペンでも堤防が損壊・浸水し、28名の死者を出した。

## 影響
オランダではこの災害を機に、ライン川河口三角州を高潮から防御するための治水計画、通称デルタ計画が発足した。
またノーベル文学賞受賞作家のカズオ・イシグロの父で海洋物理学者の石黒鎮雄はこの高潮災害の対策のためにイギリスに家族を連れて渡英した。テムズ川にある可動式防潮堤テムズ・バリアーはこの高潮を機に具体的な構想がスタートした。

## 類似事例
- 1962年の北海大洪水：類似のメカニズムで起きた高潮がドイツのエルベ川河口周辺を襲った。別名ハンブルク大水害。
- 2013年の北海大洪水：類似のメカニズムで起きた。クサーヴァーと名付けられた低気圧によって北海沿岸諸国で大きな被害が出た。

その他歴史上のオランダの高潮被害に関してはゾイデル海のページ等を参照のこと。